# I'd Rather Go Blind
"I'd Rather Go Blind" es una canción de blues escrita por Ellington Jordan y cuyos créditos fueron compartidos por Billy Foster y Etta James. Fue grabada por primera vez por Etta James en 1967, publicada en 1968 y posteriormente se ha convertido en un clásico del blues y el soul.

## Versión original de Etta James
Etta James escribió en su autobiografía Rage To Survive que escuchó la canción esbozada por su amigo Ellington "Fugi" Jordan cuando lo visitó en prisión. Luego escribió el resto de la canción con Jordan, pero por razones fiscales le cedió la autoría en los créditos a su compañero en ese momento, Billy Foster, cantante del grupo de doo-wop The Medallions.
Etta James grabó la canción en los estudios FAME en Muscle Shoals, Alabama. Se incluyó en el álbum Tell Mama y como cara B del sencillo del mismo nombre que llegó al número 10 en las listas de Billboard R&B y al número 23 en el Billboard Hot 100. La canción también se incluye en el álbum de 1978 producido por Jerry Wexler Deep in the Night, pero allí se titula "Blind Girl" (pista 10). Algunos críticos han considerado "I'd Rather Go Blind" como de una calidad tan emocional y poética que hace de ese lanzamiento uno de los grandes singles de doble cara de la época. El crítico Dave Marsh incluyó la canción en su libro The Heart of Rock and Soul: The 1001 Greatest Singles Ever Made. Al señalar que James había grabado la canción durante un descanso de su adicción a la heroína, Marsh escribe, "la canción proporciona una gran metáfora de su adicción a las drogas e intensifica la historia".

## Otras versiones
Desde entonces, ha sido grabada por una amplia variedad de artistas, incluida la versión de Clarence Carter en su álbum de 1969 The Dynamic Clarence Carter. Otras versiones son las de Little Milton, Chicken Shack, Koko Taylor, Man Man, Rod Stewart, B. B. King, Elkie Brooks, Paul Weller, Trixie Whitley, Ruby Turner, Marcia Ball, Sydney Youngblood, Barbara Lynn, así como la de Beyoncé para la banda sonora de la película Cadillac Records.
La canción alcanzó el número 14 en la lista de singles del Reino Unido en 1969 en una versión de la banda británica de blues Chicken Shack, con Christine Perfect, que más tarde se convertiría en Christine McVie de Fleetwood Mac. Después de dejar Chicken Shack, pero antes de unirse a Fleetwood Mac, Christine también grabó su propia versión de la canción para su álbum debut como solista, el álbum homónimo titulado Christine Perfect.
La canción también fue grabada en 1972 para Never a Dull Moment, el cuarto álbum de Rod Stewart. Etta James se refiere favorablemente a la versión de Stewart en su autobiografía, Rage to Survive.
Otra versión de la canción fue la del tercer sencillo de la cantante estadounidense Sydney Youngblood, que alcanzó el puesto 44 en la lista de singles del Reino Unido. Fue la única aparición de Youngblood en las listas de éxitos estadounidenses, llegando al número 46 en el Billboard Hot 100 en octubre de 1990, y el primero de dos éxitos menores en la lista Hot R&B Singles, alcanzando el número 42.
También hay versiones interpretadas por Paolo Nutini, el músico australiano Toby, y la cantante de folk estadounidense Holly Miranda.
El cantante de soul británico Liam Bailey lanzó una versión casera de la canción con su EP 2am Rough Tracks en 2010. El EP fue lanzado en Lioness Records .
En 2011, Joe Bonamassa y Beth Hart incluyeron la canción en su álbum Don't Explain. En el concierto de Kennedy Center Honors de 2012 en homenaje a Buddy Guy, Beth Hart recibió una ovación de pie por una interpretación de la canción acompañada por Jeff Beck a la guitarra.
En 2012, Mick Hucknall, el cantante de Simply Red, grabó la canción para su álbum American Soul.
The Allman Brothers interpretaron esta canción en directo en alguna ocasión con Susan Tedeschi. La propia Tedeschi, junto a los guitarristas de The Allman Brothers Derek Trucks y Warren Haynes, interpretaron su versión de la canción en el evento Red White and Blues de la Casa Blanca en 2012.
Paloma Faith interpretó la canción a dúo con Ty Taylor en los BBC Proms en 2014.
Dua Lipa interpretó una versión en vivo de la canción en 2017 para su álbum recopilatorio EP Live Acoustic.
En 2018, Grace Potter grabó la canción en FAME Studios para el álbum tributo Muscle Shoals . . . Small Town, Big Sound.